# Asphondylia hornigi
Asphondylia hornigi är en tvåvingeart som beskrevs av Wachtl 1880. Asphondylia hornigi ingår i släktet Asphondylia och familjen gallmyggor. Inga underarter finns listade i Catalogue of Life.